# Larisa Latyninová
Larisa Semjonovna Latynina (ukrajinsky Лариса Семенівна Латиніна, rusky Лариса Семёновна Латынина; 27. prosince 1934 Cherson) je bývalá sovětská gymnastka. V letech 1956 až 1964 získala 14 olympijských medailí v soutěžích jednotlivců a čtyři medaile v soutěži družstev a je tak nejúspěšnější olympioničkou všech dob.

## Sportovní kariéra
Narodila se v Chersonu v Sovětském svazu (dnes Ukrajina), otec Semjon Andrejevič Dyrij padl v roce 1943 u Stalingradu. Nejdříve cvičila jako baletka, později se začala věnovat gymnastice. Vystudovala střední školu a v roce 1953 se přestěhovala do Kyjeva. O rok později debutovala na mezinárodních soutěžích a v necelých devatenácti letech získala první zlatou medaili jako členka vítězného družstva SSSR na mistrovství světa v gymnastice v Římě.
Startovala na olympiádě v Melbourne v roce 1956. Zde získala čtyři zlaté medaile – v soutěži družstev, víceboji, přeskoku a prostných (souběžně s maďarskou gymnastkou Ágnes Keletiovou), stříbrnou medaili na bradlech a bronzovou medaili v soutěži družstev s náčiním (dnes už zrušené). V roce 1958 startovala na mistrovství světa v gymnastice ve čtvrtém měsíci těhotenství a získala pět zlatých medailí při svých šesti startech.
Na olympiádě v Římě v roce 1960 obhájila zlatou medaili v soutěži družstev, víceboji a v prostných. K nim přidala stříbro z bradel a kladiny a bronzovou medaili v přeskoku.
Svoji olympijskou sbírku medailí završila v Tokiu v roce 1964. Zde získala zlato v družstvech a prostných, stříbro ve víceboji a přeskoku a bronz na kladině a bradlech.
Po skončení sportovní kariéry se stala trenérkou národního týmu gymnastek SSSR a sportovní funkcionářkou.

## Vyznamenání

### Sovětská vyznamenání
- Mistr sportu SSSR (1951)
- Leninův řád (1957)[1] – za úspěchy ve vývoji hnutí masové fyzické kultury v zemi, zlepšování dovedností sovětských sportovců a úspěšný výkon v mezinárodních soutěžích
- Zasloužilý mistr sportu SSSR (1957)[1]
- Odznak cti (1960)[1] – za úspěšné vystoupení na XVII. Letních a VIII. Zimních olympijských hrách v roce 1960, jakož i za vynikající sportovní úspěchy
- Odznak cti (1965)[1] – za úspěšné vystoupení na XVIII. Letních a IX. Zimních olympijských hrách a vynikající sportovní úspěchy
- Odznak cti (1972)[1] – za úspěchy ve vývoji hnutí masové fyzické kultury v zemi a vysoké úspěchy sovětských sportovců na XX. letních olympijských hrách
- Zasloužilý trenér SSSR (1972)[1]
- Řád přátelství mezi národy (1980)[1] – za velkou práci na přípravě a pořádání XXII. olympijských her

### Ostatní vyznamenání
- Řád cti (Rusko, 30. prosince 1999) – za služby pro rozvoj tělesné kultury a sportu, velký přínos k posílení přátelství a spolupráce mezi národy[2]
- Řád Za zásluhy o vlast II. třídy (Rusko, 8. března 2015) – za velký přínos k rozvoji tělesné kultury a sportu a za aktivní sociální aktivity[3]
- Řád Za zásluhy o vlast III. třídy (Rusko, 2010) – za velký přínos pro rozvoj tělesné kultury a sportu a mnoho let svědomité práce[4]
- Řád Za zásluhy o vlast IV. třídy (Rusko, 27. prosince 2004) – za velký přínos pro rozvoj tělesné kultury a sportu a mnoho let svědomité práce[5]
- Řád kněžny Olgy III. třídy (Ukrajina, 29. listopadu 2002) – za významný osobní přínos k rozvoji tělesné kultury a sportu na Ukrajině, dosažení vysokých sportovních výsledků na olympijských hrách[6]